# Hadrian IV
Hadrian IV (łac. Hadrianus IV), także Adrian IV (łac. Adrianus IV), właśc. Nicholas Breakspeare, pol. Mikołaj z Albano (ur. ok. 1100 w Abbots Langley, zm. 1 września 1159 w Anagni) – papież w okresie od 4 grudnia 1154 do 1 września 1159. Należał do kongregacji św. Rufina (Rufusa) w zakonie kanoników regularnych. Jedyny Anglik, który został papieżem.

## Życiorys

### Wczesne życie
Z pochodzenia był Anglikiem – jedynym na Stolicy Piotrowej. Był synem mnicha Roberta z St Albans. Nicholas rozpoczął swoją edukację w St Albans, ale wkrótce potem wyjechał do Francji, gdzie przystąpił do kongregacji kanoników regularnych św. Rufusa. Tam doszedł do pozycji przeora, a następnie (ok. 1144–1146) opata wspólnoty. Wprowadził w konwencie surową dyscyplinę, co doprowadziło do konfliktu ze wspólnotą. Papież Eugeniusz III rozwiązał spór mianując Nicholasa kardynałem – biskupem Albano w grudniu 1149. W latach 1152–1154 pełnił funkcję legata papieskiego w Norwegii, gdzie ustanowił metropolię w Nidaros i zorganizował Kościół katolicki na zasadach reformy gregoriańskiej. Występuje jako świadek na bullach papieskich między 30 stycznia 1150 a 30 listopada 1154. 4 grudnia 1154, krótko po powrocie z Norwegii, został wybrany na papieża.

### Pontyfikat
Hadrian IV początkowo kontynuował procesarską politykę poprzedników, licząc na pomoc Fryderyka Barbarossy w stłumieniu rebelii Arnolda z Brescii w Rzymie i zlikwidowania rzymskiej komuny miejskiej. Po napaści na dwóch kardynałów, papież obłożył Rzym interdyktem. Wkrótce potem doprowadził także do uwięzienia i skazania na śmierć, poprzez powieszenie i spalenie ciała, Arnolda. Na początku 1155 doszło do odnowienia zawartego dwa lata wcześniej traktatu sojuszniczego, a 18 czerwca 1155 papież koronował Fryderyka na cesarza. Już wtedy jednak doszło do pierwszych rozdźwięków. Obustronne uchybienia protokolarne w trakcie negocjacji oraz podczas samej uroczystości koronacyjnej, doprowadziły do pogorszenia wzajemnych stosunków, niewywiązanie się przez cesarza ze zobowiązań sojuszniczych posłużyło w końcu za pretekst do zerwania układu przez Hadriana IV i zawarcia w 1156 w Benewencie sojuszu z dotychczasowym przeciwnikiem królem Wilhelmem I sycylijskim. W tym samym roku doszło do uwięzienia w Burgundii papieskiego legata, arcybiskupa Eskila, co jeszcze bardziej pogorszyło stosunki z Cesarstwem. Dwaj legaci, Roland ze Sieny i Bernard od św. Klemensa, wysłani na obrady sejmu Rzeszy w Besançon w listopadzie 1157 zamiast złagodzenia konfliktu doprowadzili do jego eskalacji, wdając się w polemikę z cesarskim kanclerzem Rainaldem z Dassel, odnośnie do prawnych relacji między papieżem a cesarzem. Ostatecznie jednak, po osobistej interwencji Hadriana IV, uwolniono arcybiskupa Eskila.
W 1158 Fryderyk wkroczył z wojskami do północnej Italii (zajął Mediolan), gdzie podjął prób rewindykacji należnych mu regaliów. W listopadzie 1158, w Roncaglii (niedaleko Piacenzy) unieważnił samorządy miast lombardzkich, co wywołało z ich strony gwałtowną opozycję. Lombardczyków poparł również Hadrian IV, widząc w ustawach ronkalskich zagrożenie dla praw Kościoła. Latem 1159 zagroził cesarzowi ekskomuniką, jeśli w ciągu 40 dni nie odwoła ustaw. Zanim jednak minął ten termin, papież zmarł.

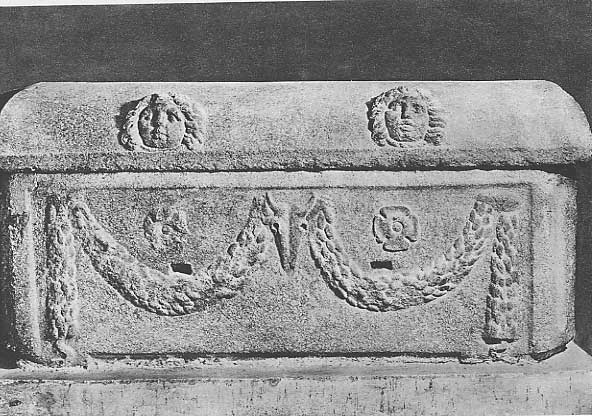
Grób Hadriana IV

Hadrian IV mianował prawdopodobnie 11 nowych kardynałów. W 1155 ogłosił bullę protekcyjną dla diecezji wrocławskiej. Przypisuje mu się także wydanie bulli Laudabiliter, w której nadał królowi Anglii prawa do władania Irlandią, jednak autentyczność tej bulli jest kwestionowana.